# Georges Lemmen
Georges Lemmen (n. 25 noiembrie 1865, Schaarbeek, Comunitatea Francofonă din Belgia⁠(d), Belgia – d. 15 iulie 1916, Uccle, Comunitatea Francofonă din Belgia⁠(d), Belgia) a fost un pictor neo-impresionist din Belgia. A fost membru al Les XX din 1888. Printre lucrările sale se numără The Beach at Heist, Aline Marechal și Vase of Flowers. Yvonne Serruys⁠(d) a studiat în atelierul său din Bruxelles între 1892 și 1894.

## Galerie

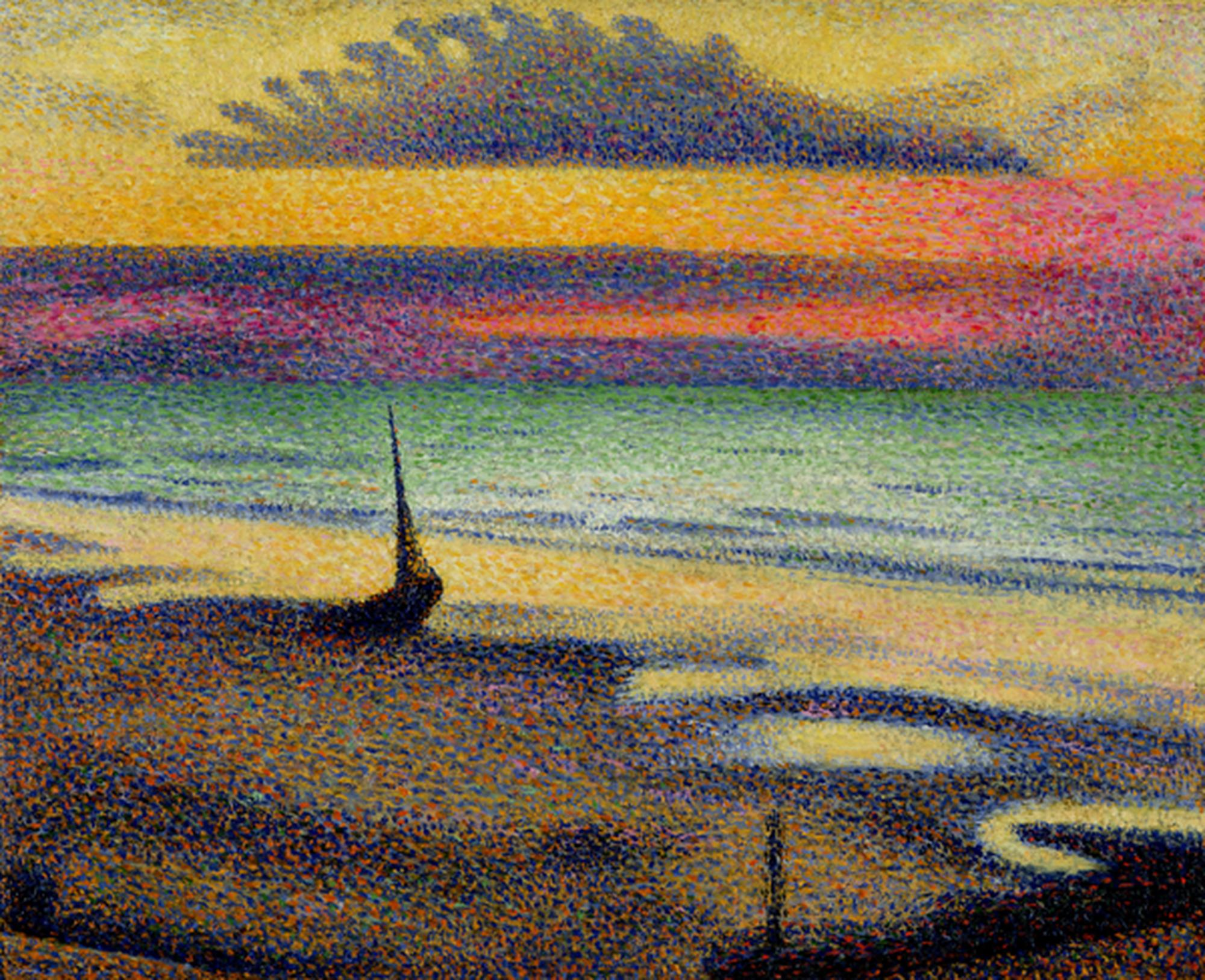
Plajă la Heist, circa 1891 – 1892, Musée d'Orsay, Paris
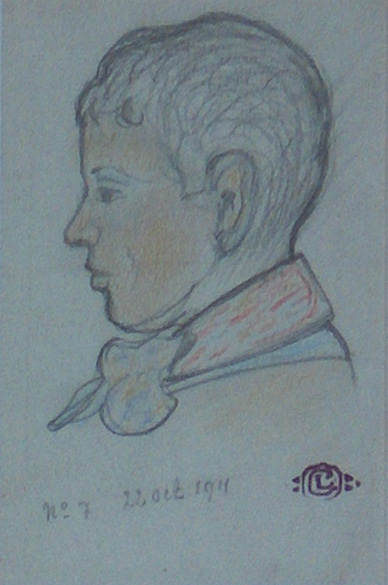
Profilul unui băiat, desen colorat,  1911
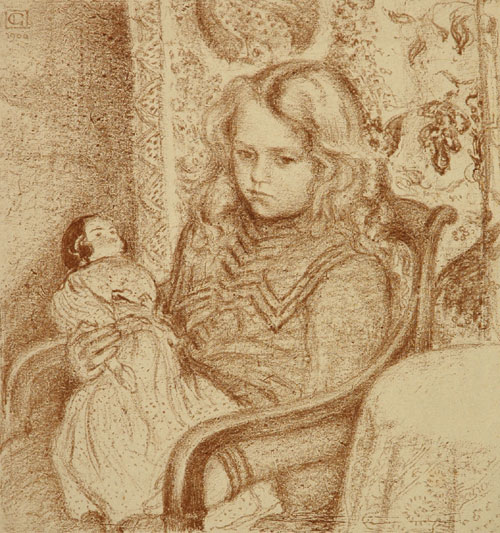
Fata cu păpușă,  1904
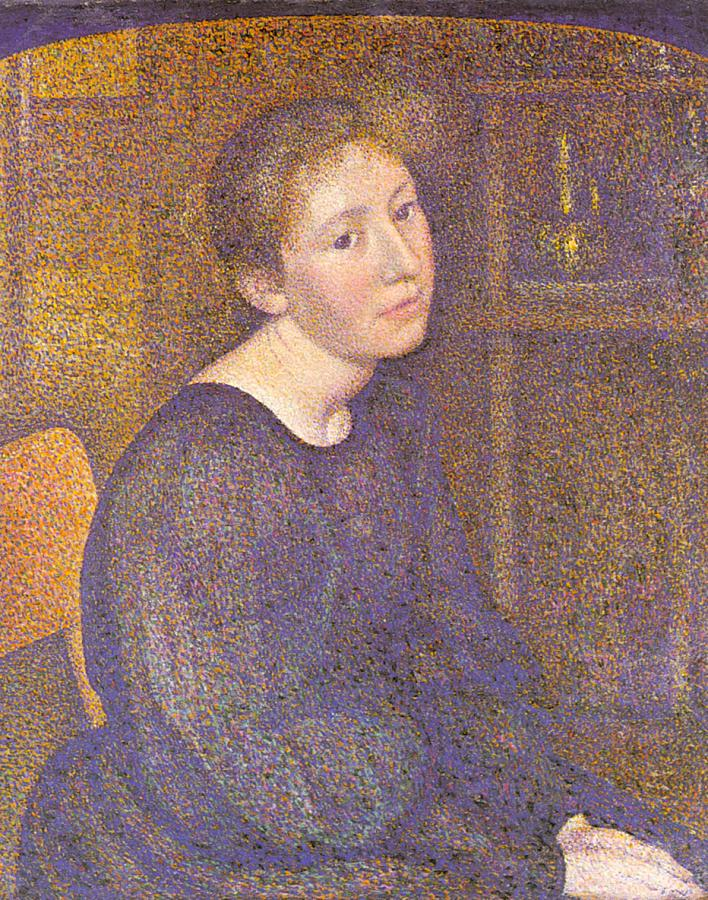
Portretul doamnei Lemmen, 1893
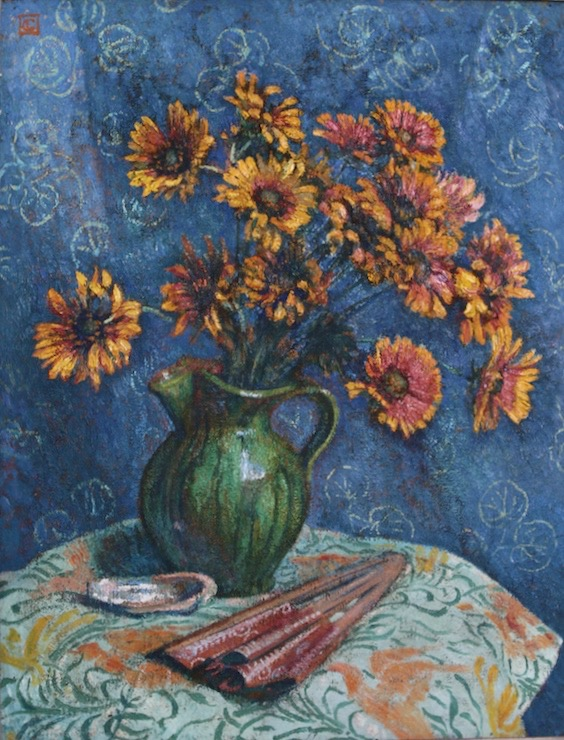
Vază cu crizanteme (circa 1894)